# 伊兹尼克
伊兹尼克（土耳其語：İznik），前稱為尼西亞，是土耳其布尔萨省的一座城市，位於伊兹尼克湖東岸、伊斯坦堡東南方約90公里處。
拜占庭時期，尼西亞四邊都建有長達5公里、高達10米的城牆，其中城樓達100多座。尼西亞被土耳其人佔領後，此城改稱伊兹尼克至今。今日，伊茲尼克城牆雖已被鑿開多處以興建道路，但主體仍得以保存，因而成為觀光景點。

## 歷史

### 古羅馬時代
公元前72年，尼西亞隨著整個比提尼亞地區歸入羅馬共和國。在古羅馬時代，尼西亞一直是小亞細亞重要的都市，其繁榮程度與鄰近城市尼科米底亞。在公元123年，一次地震為尼西亞帶來嚴重破壞後，羅馬皇帝哈德良到訪當地，並開展重建工作。儘管城市、城牆都得以重建，新城牆仍無法阻止285年哥德人洗劫尼西亞。

### 拜占庭時代
在公元4世紀，尼西亞是拜占庭帝國在小亞細亞西北的軍事和行政中心，並相當繁榮。公元325年，君士坦丁大帝就曾於此地舉行基督教首次大公會議。可是由於363、368年的兩次大地震，及鄰近新首都君士坦丁堡的競賽，尼西亞逐漸衰落，不少公共建築物直至6世紀才由查士丁尼一世下令修復。於787年，針對聖像破壞運動的第七次大公會議亦在尼西亞舉行。
塞爾柱帝國於1081年攻陷尼西亞，並隨即以此城作為帝國的新首都。直至1097年，拜占庭才在第一次十字軍幫助下重奪尼西亞。在12世紀科穆寧王朝的統治下，尼西亞重新復甦為一座相對穩定和繁榮的城市。1204年，君士坦丁堡在第四次十字軍東征中被攻陷後，直至1261年收復君士坦丁堡為止，尼西亞一直是拜占庭繼承者尼西亞帝國的首都。然而，當希臘人恢復統治君士坦丁堡後，尼西亞的重要性逐步下降。儘管1290年，拜占庭皇帝安德洛尼卡二世曾到訪尼西亞，並指導修復當地的防禦工程，晚期拜占庭帝國已無法阻止鄂圖曼土耳其在小亞細亞的擴張。

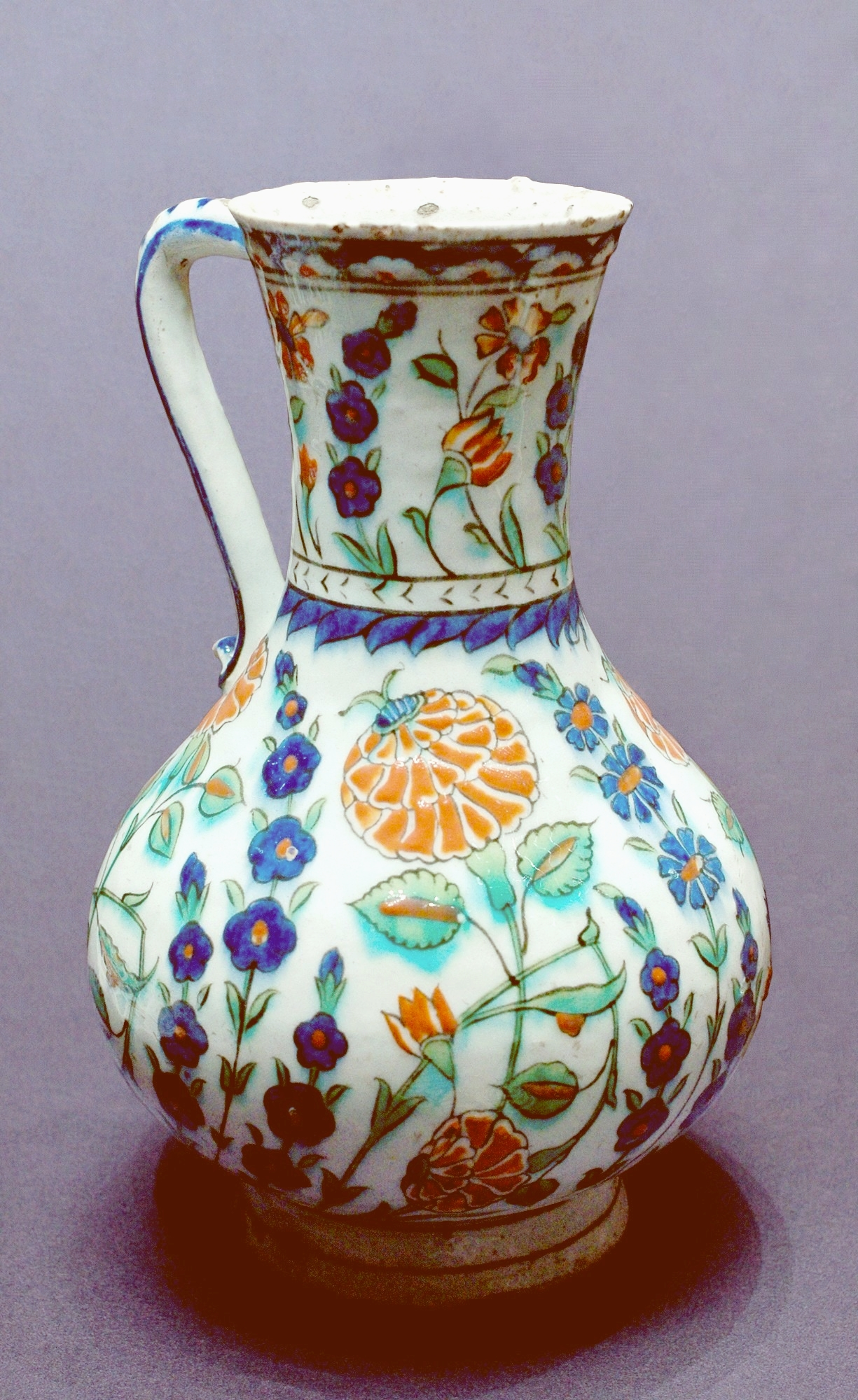
約於1560-70年於伊茲尼克出產之投壺，現藏法國巴黎羅浮宮

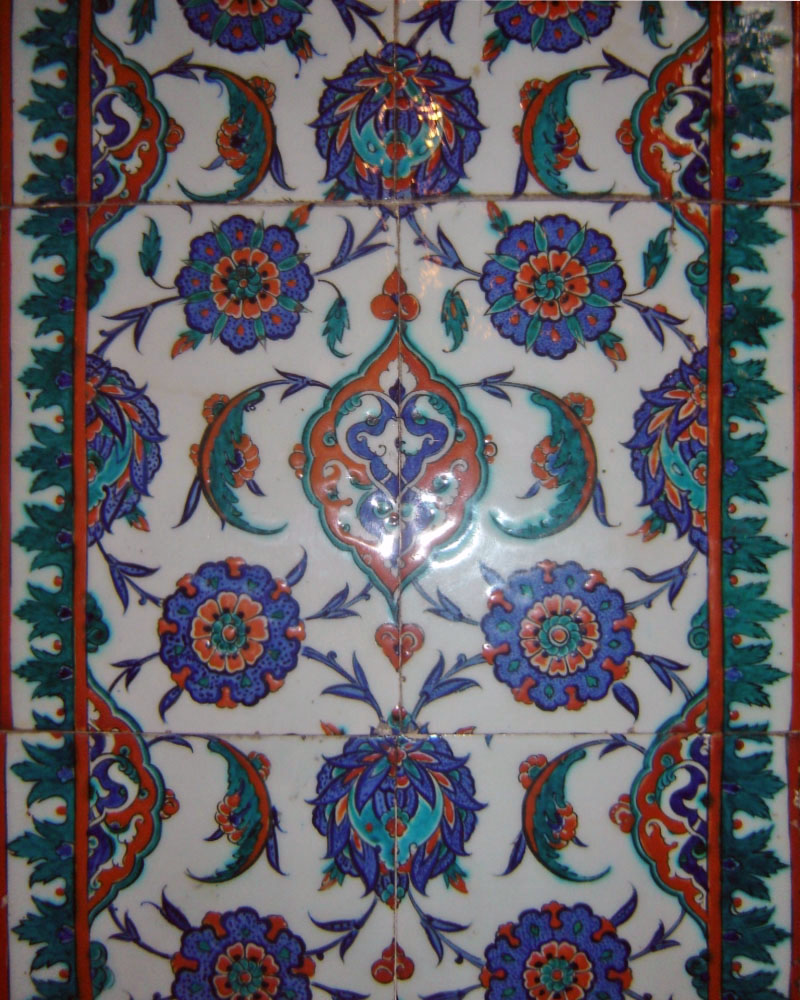
埃迪爾內塞利米耶清真寺的伊茲尼克瓷磚

1331年3月2日，經歷了3年圍城戰後，奧爾汗一世從拜占庭帝國奪得此城。伊茲尼克得以在鄂圖曼帝國擴張期短暫地成為帝國的首都。由於市內的許多建築、公共設施都已因戰亂而破敗，鄂圖曼人重新利用廢墟中的建築物料建築清真寺和其他設施。当今君士坦丁堡普世牧首区保留了尼西亚都主教区的建制，目前的尼西亚都主教老君士坦丁自1972年起担任该职位。

### 鄂圖曼時代
由於得到鄂圖曼皇室的支持，以及早期帝國大規模建設使需求上升，在15-17世紀，伊茲尼克成為了土耳其重要的製磚、製陶中心。其中位於伊斯坦堡的魯斯坦帕夏清真寺和托卡比皇宮均大量使用了源自伊茲尼克的瓷磚。此外，許多位於伊斯坦堡、由希南設計的清真寺均有使用伊茲尼克的瓷磚作裝飾。在此時期，由於伊茲尼克陶瓷工業鼎盛，此處出產了無數優質的陶器，如碗碟、燭台、瓶子等。這些陶器的風格和花紋受到了當時來自中國元、明朝的瓷器所影響。
在16世紀末期，由於失去了皇室支持，加上於16世紀中期進口土耳其的中國瓷器數量持續增加，都使伊茲尼克的陶器需求和質素逐步下降 。最後可追溯的伊茲尼克陶器為1678年的、刻有安色爾體希臘文的瓷碟。

## 市內清真寺
- 1333年建築的Hacı Özbek清真寺
- 伊茲尼克綠色清真寺，建於1378-91年

伊茲尼克綠色清真寺位於該市東陲，由鄂圖曼帝國首位大維齊爾錢達爾勒·卡拉·哈利勒·海雷丁帕夏下令興建。清真寺建於1378-91年，是早期鄂圖曼建築的例子。清真寺西北角的叫拜樓由翡翠綠、黃和深紫彩釉磚所裝飾，因而得名為綠色清真寺。清真寺曾於1922年土耳其獨立運動期間被希臘軍毀壞，後於1956、1969年得到修復。

## 友好城市
- 法國 皮蒂维耶